# 尼曼河 (东欧)
尼曼河（羅馬化：Neman，羅馬化：Nyoman）发源于白俄罗斯的山区（在明斯克的西南部），流经白俄罗斯、立陶宛和俄罗斯，河长937公里，最后于克莱佩达注入库尔斯潟湖。
在俄语中，“德国人”为，即“日耳曼人”，因为在中世纪，德意志人曾经占领过这个地区；在第二次世界大战之前，尼曼河代表德语分布地区的东部界限，例如在德意志之歌歌词的第一段有这样的一句话，描述当时德意志民族的领土：「...von der Maas bis an die Memel...」（“從馬斯河到默默爾”），但在第二次世界大战后，生活在尼曼河地区的德国人被流放到奧得河以西（现在的德国東部邊界）。
尼曼河流经以下城鎮：
- 白俄羅斯的格羅德諾（Grodno、Hrodna）
- 立陶宛的考纳斯（Kaunas、Kauen）
- 俄羅斯的蘇維埃茨克 (加里寧格勒州) （Tilsit、Sowjetsk）

## 環境問題
2003年，瑞典環境保護局在一份報告中將尼曼河的污染程度評為「輕度污染」到「中度污染」。主要環境問題包括：水質污染（污水處理技術落後導致河水優養化、污染物增加）、水文變化與防洪問題，是尼曼河主要的環境問題。部分河段含有高濃度有機污染物、硝酸鹽與磷酸鹽。尼曼河流域各國的環境問題也略有不同。在白俄羅斯，問題主要是石油污染、氮濃度與生化需氧量；在立陶宛，問題主要是考那斯水力發電廠的攔河壩影響當地生態系統；在俄羅斯的加里寧格勒州，問題則是生化需氧量濃度過高等。